# Lesley Rahman
Lesley Paul Rahman (24 de septiembre de 1954 - 8 de diciembre de 1982) fue un periodista surinamés. Fue una de las víctimas de los Asesinatos de Diciembre.

## Biografía
Rahman trabajó en el periódico De Ware Tijd y en la agencia de prensa CPS. Además, participó activamente en el conflicto sindical surinamés. Rahman fue un participante activo en el Frente Democrático y la Federación de Agricultores Pobres. Era un estudiante del líder sindical Fred Derby.
Rahman estuvo en contra del golpe militar liderado por Desi Bouterse en 1980, conocido como El golpe de los sargentos. En su rol de periodista, publicó críticas sobre la dictadura militar. El 13 de marzo de 1982, hizo 17 preguntas a la Autoridad Militar sobre muchos proyectos prometidos que no habían sido realizados. Después del arresto del periodista Bram Behr el 7 de abril de 1982, Rahman publicó un feroz artículo en De Ware Tijd bajo el título "La restauración del estado constitucional: el arresto de Bram Behr como prueba de lo contrario".
El 8 de diciembre de 1982, Rahman fue arrestado en su casa y trasladado al Fuerte Zeelandia. Allí, fue asesinado el mismo día, junto con otros 14 opositores al régimen militar. Su cuerpo mostró, junto a las heridas de bala, rastros de torturas severas. El 13 de diciembre de 1982, Rahman fue enterrado en el cementerio Mariusrust en Paramaribo.